# 인간의 질 크기
인간의 질 크기는 출산과 수술, 성적 쾌락과 관련이 높다. 질의 크기와 형태는 사람마다, 성적 흥분 상태에 따라 다르다. 인간의 질 크기에 대한 다양한 연구가 이루어졌지만 아직 인간의 음경 크기만큼 연구되지는 않았다.

## 길이
1996년 Pendergrass 등의 연구에서 39명의 백인 여성의 질을 측정한 결과 다음과 같은 결과를 얻었다.
- 길이: 6.9~14.8cm
- 너비: 4.8~6.3 cm
- 내경: 2.4~6.5cm

또한 흥분 시에는 7~8cm에서 11~12cm까지도 확장된다는 연구 결과가 있다.